# 肉食拟海牛
肉食拟海牛（学名：Philinopsis gigliolii）为拟海牛科拟海牛属的动物。分布于日本以及中国大陆的沿海等地，属于温带性种类。其主要生活于潮间带-潮下带浅水区泥砂质底。